# The Chain
«The Chain» — песня британо-американской рок-группы Fleetwood Mac, выпущенная в составе альбома 1977 года Rumours. Это единственная песня с альбома, авторами которой являются все пять участников (Стиви Никс, Линдси Бакингем, Кристин Макви, Джон Макви и Мик Флитвуд).
«The Chain» был создан из комбинаций нескольких ранее отвергнутых материалов, включая сольные работы Линдси Бакингем, Стиви Никс и Кристин Макви. Песня была сведена на заводе звукозаписи в Сосалито, Калифорния, инженерами Кеном Кэйллатом и Ричардом Дашутом — часто вручную, путём склеивания лент лезвием бритвы.
После успеха альбома Rumours у критиков и в продажах «The Chain» стала неотъемлемой частью живых выступлений группы, обычно в качестве вступительной песни. Песня вошла в качестве вступительной на CD/DVD-диск с записью живого концерта The Dance, выпущенном в 1997 году, а также в несколько сборников лучших хитов группы. Песня приобрела особую известность в Великобритании, где инструментальная часть использовалась в качестве музыкальной темы для телевизионных репортажей Би-би-си и Channel 4 о Формуле-1.

## Предыстория
Согласно интервью о создании Rumours, заключительная часть «The Chain» (начинающаяся с басовой прогрессии) была создана Джоном Макви и Миком Флитвудом. Другие элементы были взяты из раннего проекта Кристины под названием «Keep Me There», в котором был удален блюзовый мотив, но сохранена последовательность аккордов. Линдси Бэкингем переработала песню, использовав вступление более ранней песни из дуэта с Никс «Lola (My Love)», первоначально выпущенной на их одноимённом альбоме 1973 года. Во время исполнения куплетов Бекингем поручил Флитвуду сыграть на бас-барабане четкую последовательность четвертных нот. Добро обеспечил рифф куплета. Стиви Никс написала текст песни отдельно и подумала, что он и эта мелодия будут хорошо сочетаться; она и Кристин Макви немного переработали текст, чтобы создать первую часть мелодии. Тексты песен Никс отсылают к разрыву её отношений с Бекингемом, теме многих текстов Никс и Бекингема в альбоме Rumours. В интервью Полу Золло Бэкингем усомнился в том, что Флитвуд внёс значительный вклад в создание песни, но сказал, что все пятеро участников, тем не менее, получили авторские права.
Из-за «склеенного» характера записи (барабаны и гитара были единственными инструментами, записанными совместно), её спорадической композиции и сборки из разных отвергнутых песен, «The Chain» является одной из немногих песен Fleetwood Mac, авторство которой приписывается всем членам группы того состава. Готовая песня имеет базовую рок-структуру, хотя в ней есть две отдельные части: основной куплет и припев, а также заключение. В песне присутствуют влияния хард-рока, фолка и кантри.

## Выпуск и приём
После выхода Rumours альбом получил широкое признание критиков. Бекингем и Никс заканчивали свои многолетние отношения в то же время, когда распались браки Джона и Кристин Макви, а также Флитвуда и его жены Дженни Бойд. The Guardian и Paste поставили песню на десятое и первое место соответственно в своих списках 30 величайших песен Fleetwood Mac.
В 1997 году Fleetwood Mac выпустили на CD/DVD концертный сборник под названием The Dance, на котором запечатлено воссоединение участников Fleetwood Mac времен Rumours. Исполнение «The Chain» достигло 30-го места в чарте Billboard Mainstream Rock Tracks. Кроме того, в 2009 году, дебютировав на 94-м месте в Великобритании, в чартах начала появляться студийная версия. Два года спустя песня достигла пика на 81 месте. В октябре 2023 года песня получила четырёхкратный платиновый сертификат Британской ассоциации производителей фонограмм (BPI) за продажи и прослушивания более 2 400 000 экземпляров.

## Состав
- Линдси Бэкингем — электрогитары, добро, вокал
- Стиви Никс — ведущий и гармонический вокал
- Кристин Макви — фисгармония, орган Хаммонда, гармонический вокал
- Джон Макви — безладовая бас-гитара
- Мик Флитвуд — барабаны, тамбурин

## Чарты

### ВерсияThe Dance
| Чарт (1997)                     | Пиковая позиция |
| ------------------------------- | --------------- |
| Канада (RPM Top Singles)        | 51              |
| Канада (RPM Rock/Alternative)   | 22              |
| США (Billboard Mainstream Rock) | 30              |

### Оригинальная версия
| Чарт (2011)                     | Пиковая позиция |
| ------------------------------- | --------------- |
| Великобритания (OCC UK Singles) | 81              |

| Чарт (2017—2020)                             | Пиковая позиция |
| -------------------------------------------- | --------------- |
| Australia (ARIA)                             | 85              |
| Ireland (IRMA)                               | 78              |
| Scotland (OCC)                               | 55              |
| США (Billboard Hot Rock & Alternative Songs) | 7               |
| Billboard Global 200                         | 142             |

| Чарт (2017)                                 | Позиция |
| ------------------------------------------- | ------- |
| US Hot Rock & Alternative Songs (Billboard) | 79      |
| Чарт (2020)                                 | Позиция |
| US Hot Rock & Alternative Songs (Billboard) | 85      |

## Сертификации и продажи
| Регион                                                                      | Сертификация  | Продажи   |
| --------------------------------------------------------------------------- | ------------- | --------- |
| Дания (IFPI Danmark)                                                        | Золотой       | 45 000    |
| Италия (FIMI)                                                               | Золотой       | 50 000    |
| Новая Зеландия (RMNZ)                                                       | 7× Платиновый | 210 000   |
| Испания (PROMUSICAE)                                                        | Золотой       | 30 000    |
| Великобритания (BPI)                                                        | 4× Платиновый | 2 400 000 |
| США · digital                                                               | —             | 721,186   |
| США · digital Remastered LP version                                         | —             | 260,541   |
| Данные о продажах + прослушиваниях приведены только на основе сертификации. |               |           |

## Другие медиа
В репортажах Би-би-си о Формуле-1 с 1978 по 1996 год использовалась в качестве музыкальной темы финальная басовая линия, а затем её использовали снова с 2009 по 2015 год, что сделало песню очень узнаваемой в Соединённом Королевстве. 29 марта 2009 года песня вновь вошла в британский чарт на 94-е место по количеству загрузок после подтверждения от Би-би-си, что песню вновь будут использовать, поскольку компания вернула себе у ITV права на трансляцию. 20 марта 2011 года «The Chain» достигла пика на 81-м месте в британском чарте после кампании на Facebook, направленной на достижение 1 места к началу сезона Формулы-1 2011 года.
Режиссёр фильма Marvel Studios 2017 года «Стражи Галактики. Часть 2» Джеймс Ганн сказал, что «The Chain» была «глубже всего внедрена в ткань фильма». «The Chain» также использовалась в качестве заключительной песни к эпизоду первого сезона «We Gull Way Back» сериала HBO Max «Наш флаг означает смерть» и сыграла заметную роль в фильме 2017 года «Тоня против всех».

## Кавер от Tantric
Песня была записана американской рок-группой Tantric и выпущена в качестве второго сингла с их второго альбома 2004 года After We Go. Однако, несмотря на то, что песня была выпущена как сингл, она особо не продвинулась и дебютировала на 36-м месте в американском чарте Mainstream Rock.
Кавер-версия песни Tantric была использована в качестве музыкальной темы для документального сериала HBO 2004 года «Семейные узы».

## Кавер Three Days Grace
Песня была записана канадской рок-группой Three Days Grace и выпущена на их мини-альбоме Lost in You 15 марта 2011 года. Песня достигла 45-го места в чарте Rock Digital Song Sales.

### Чарты
| Чарт (2011)                            | Пиковая позиция |
| -------------------------------------- | --------------- |
| US Rock Digital Song Sales (Billboard) | 45              |

## Кавер Evanescence
Американская рок-группа Evanescence выпустила кавер-версию песни. Песня была выпущена компанией BMG отдельным онлайн-треком 22 ноября 2019 года. Эта кавер-версия использовалась для рекламы игры Xbox Gears 5, части франшизы Gears of War, которая была выпущена в начале сентября 2019 года.

### Предпосылки
Эми Ли, солистка Evanescence, сказала: «Этот кавер было так весело делать. Мы любим Fleetwood Mac и хотели нарисовать мрачную и эпическую картину с помощью нашей интерпретации „The Chain“. Текст песни заставляет меня чувствовать силу совместного противостояния великим силам, пытающимся разлучить нас, возможно, даже изнутри. Я действительно хотела донести это в нашей версии до людей и даже заставила к концу петь всех в группе! Мы очень рады поделиться этим с нашими фанатами, и я с нетерпением жду возможности исполнить песню вживую».

### Музыкальный клип
Официальный видеоклип к релизу «The Chain» впервые был выпущен на YouTube 9 января 2020 года.

### Трек-лист
| №  | Название                 | Длительность |
| -- | ------------------------ | ------------ |
| 1. | «The Chain» (Из Gears 5) | 4:12         |

### Чарты
| Чарт (2019-20)                               | Пиковая позиция |
| -------------------------------------------- | --------------- |
| Чехия (Modern Rock)                          | 16              |
| Шотландия (OCC Scotland)                     | 61              |
| UK Singles Sales (OCC)                       | 53              |
| Великобритания (OCC UK Singles Downloads)    | 53              |
| США (Billboard Digital Song Sales)           | 20              |
| США (Billboard Hot Rock & Alternative Songs) | 9               |
| США (Billboard Mainstream Rock)              | 36              |

### История релизов
| Регион        | Дата           | Формат           | Лейбл |
| ------------- | -------------- | ---------------- | ----- |
| United States | 22 ноября 2019 | Digital download | BMG   |

## Кавер CHINCHILLA
Британский многожанровый артист CHINCHILLA выпустил кавер-версию песни для саундтрека к оригинальному сериалу Amazon Prime «Моя леди Джейн». Песня стала доступна для цифровой загрузки 14 июня 2024 года под лейблом CHINCHILLA Music (Island Records).

### Трек-лист
| №  | Название                                                           | Длительность |
| -- | ------------------------------------------------------------------ | ------------ |
| 1. | «The Chain» (From The Prime Video Original Series, "My Lady Jane") | 3:45         |